# Aéroport Teniente Jorge Henrich Arauz
L'aéroport Tne. Jorge Henrich Araúz est un aéroport desservant la ville de Trinidad, capitale du département du Beni, en Bolivie. Cet aéroport est le hub de la compagnie aérienne Aerocón au niveau national.

## Situation
| \| 20 km1:4 514 000 \| Camiri Chimoré Cobija Cochabamba El Trompillo Guayaramerín La Paz Oruro Potosí Puerto · Suárez Riberalta Rurrenabaque San Borja Santa Ana · del Yacuma Sucre Tarija Trinidad Uyuni Santa Cruz Yacuiba |
| 20 km1:4 514 000 |

## Compagnies et destinations
| Compagnies            | Destinations                                                                                      |
| --------------------- | ------------------------------------------------------------------------------------------------- |
| Boliviana de Aviación | Cochabamba-J. Wilstermann, La Paz-El Alto, Viru Viru                                              |
| EcoJet                | - Cobija, - Cochabamba-J. Wilstermann, - Guayaramerín, - La Paz-El Alto, - Riberalta, - Viru Viru |

Édité le 29/05/2020  Actualisé le 7/12/2023